# Pere Altés i Rams
Pere Altés i Rams (Batea, Terra Alta, 1 de gener de 1876 - Maella, Baix Aragó, 10 d'abril de 1949) fou un metge català i diputat de la Diputació de Tarragona.
Va estudiar al Col·legi de Falset, d'on obtingué premis i mencions honorífiques en llatí, castellà i geografia l'any 1887, i en àlgebra i aritmètica el 1889. Posteriorment Altés estudià Medicina a la Universitat de Barcelona, on es va llicenciar l'any 1897. Exerceix com a metge de poble a la Fatarella i també a Batea.
Pel que fa a la seva activitat política, a les eleccions a diputats provincials de 1907 es presenta com independent per a la circumscripció de Falset-Gandesa, però no resultà elegit. No fou, però, fins a les següents eleccions de 1911 que resultà elegit per la mateixa circumscripció, quan es presentà amb una coalició republicana i catalanista, juntament amb Josep Anguera i Bassedas i Joan Alentorn i Ardèvol. Pren acta de possessió a la Diputació de Tarragona el 2 de maig de 1911, i forma part de la Comissió de Governació i de la Comissió Especial d’Estadística del Treball. Dos anys més tard, en la renovació de càrrecs, Altés passà a formar part de la Comissió de Beneficència. Durant tot la seva etapa de diputat provincial va donar suport a la creació de la Diputació Única, institució que acabaria esdevenint la Mancomunitat de Catalunya el 1914. A les eleccions provincials de 1915 ja no es va tornar a presentar.
El 1913 es casà amb Miquela Montserrat i Meler, que mor un any després, just en el moment del part del seu primer fill, que també morí. Dos anys més tard, el 1916 es casà amb Mercè Bondia i Guarc, natural de Maella, amb qui tingué tres filles i dos fills. El 1928 es va traslladar a Gandesa, on continuà exercint de metge fins a l'any 1946. Durant aquests anys, Altés va finançar la construcció d'una nova imatge de la Mare de Déu del Portal, la patrona del seu poble natal de Batea, en substitució de l'original que havia estat destrossada durant la Guerra Civil española. A partir de 1946, i fins a la seva mort tres anys més tard, es trasllada definitivament a Maella, on tingué cura de les explotacions agrícoles familiars, així com d'altres indústries del vi, oli i sabons.